# Compañeros musicales
Compañeros musicales es el segundo álbum de estudio de la banda mexicana de ska Panteón Rococó y fue lanzado al mercado por los sellos discográficos BMG/RCA Records en formato de disco compacto en 2002.

## Grabación
El álbum fue grabado entre febrero y marzo de 2002 cerca del estudio de grabación Sound Station en la ciudad de Monterrey, Nuevo León, México.

## Lista de canciones
| N.º   | Título                          | Duración |  |
| 1.    | «Intro»                         | 0:29     |  |
| 2.    | «La carencia»                   | 3:34     |  |
| 3.    | «La rubia y el demonio»         | 4:06     |  |
| 4.    | «C. D. A. (Central de Abastos)» | 4:36     |  |
| 5.    | «Dime»                          | 3:50     |  |
| 6.    | «Esta noche»                    | 3:25     |  |
| 7.    | «Seguir bailando»               | 3:58     |  |
| 8.    | «Globalizado»                   | 3:28     |  |
| 9.    | «Perdón»                        | 5:38     |  |
| 10.   | «Páralo»                        | 4:35     |  |
| 11.   | «Tengo miedo»                   | 5:03     |  |
| 12.   | «Eres un mal»                   | 3:05     |  |
| 13.   | «Gente reacción»                | 2:37     |  |
| 14.   | «Punk-O»                        | 1:51     |  |
| 15.   | «Gracias compañeros musicales»  | 12:37    |  |
| 67:16 |                                 |          |  |

## Créditos

### Panteón Rococó
- Dr. Shenka — voz.
- Darío Espinosa — bajo.
- Hiram Paniagua — batería.
- Leonel Rosales — guitarra.
- Felipe Bustamante — teclados.
- Paco Barajas — trombón.
- Rodrigo Gorri Bonilla — guitarra.
- Missael — saxofón y coros.
- Tanis — percusiones.

### Músicos adicionales
- Flavio Óscar Cianciarulo — bajo acústico y coros.
- Yussa Farfán — congas, teclados y timbales.
- Rojo — guitarra.
- Fede Caballero FDFX -  (Batería Instrumento musical Canción  Perdón)

### Personal de producción
- Álvaro Villagra — ingeniero de audio y mezcla.
- David Santo — masterización.
- Gonzalo Morales — fotógrafo.
- Jorge Oseguera — diseño gráfico y asistente fotógrafo.
- Guillermo Gutiérrez — A&R.
- Gabriela Pagaza — A&R.
- Alann Przz — fanático del cielo.
- Fede Caballer FDFX - Drum Doctor